# Saint-Berthevin-la-Tannière
Saint-Berthevin-la-Tannière és un municipi francès situat al departament de Mayenne i a la regió de País del Loira. L'any 2007 tenia 370 habitants.

## Demografia

### Població
El 2007 la població de fet de Saint-Berthevin-la-Tannière era de 370 persones. Hi havia 161 famílies de les quals 42 eren unipersonals (38 homes vivint sols i 4 dones vivint soles), 65 parelles sense fills, 42 parelles amb fills i 12 famílies monoparentals amb fills.
La població ha evolucionat segons el següent gràfic:
Habitants censats

### Habitatges
El 2007 hi havia 237 habitatges, 163 eren l'habitatge principal de la família, 40 eren segones residències i 34 estaven desocupats. 233 eren cases i 3 eren apartaments. Dels 163 habitatges principals, 128 estaven ocupats pels seus propietaris, 33 estaven llogats i ocupats pels llogaters i 2 estaven cedits a títol gratuït; 1 tenia una cambra, 10 en tenien dues, 31 en tenien tres, 37 en tenien quatre i 84 en tenien cinc o més. 127 habitatges disposaven pel capbaix d'una plaça de pàrquing. A 83 habitatges hi havia un automòbil i a 69 n'hi havia dos o més.

### Piràmide de població
La piràmide de població per edats i sexe el 2009 era:
| Homes | Edats   | Dones |
| ----- | ------- | ----- |
| 0     | 95 o +  | 0     |
| 0     | 90 a 94 | 0     |
| 0     | 85 a 89 | 4     |
| 8     | 80 a 84 | 4     |
| 12    | 75 a 79 | 16    |
| 4     | 70 a 74 | 16    |
| 24    | 65 a 69 | 16    |
| 4     | 60 a 64 | 16    |
| 12    | 55 a 59 | 8     |
| 16    | 50 a 54 | 8     |
| 12    | 45 a 49 | 20    |
| 12    | 40 a 44 | 8     |
| 24    | 35 a 39 | 8     |
| 8     | 30 a 34 | 8     |
| 12    | 25 a 29 | 4     |
| 16    | 20 a 24 | 0     |
| 16    | 15 a 19 | 12    |
| 12    | 10 a 14 | 20    |
| 12    | 5 a 9   | 8     |
| 0     | 0 a 4   | 4     |

## Economia
El 2007 la població en edat de treballar era de 224 persones, 166 eren actives i 58 eren inactives. De les 166 persones actives 153 estaven ocupades (90 homes i 63 dones) i 13 estaven aturades (6 homes i 7 dones). De les 58 persones inactives 28 estaven jubilades, 14 estaven estudiant i 16 estaven classificades com a «altres inactius».

### Ingressos
El 2009 a Saint-Berthevin-la-Tannière hi havia 166 unitats fiscals que integraven 392 persones, la mediana anual d'ingressos fiscals per persona era de 13.569 €.

### Activitats econòmiques
Dels 10 establiments que hi havia el 2007, 1 era d'una empresa de fabricació d'altres productes industrials, 4 d'empreses de construcció, 1 d'una empresa de comerç i reparació d'automòbils, 1 d'una empresa de transport, 1 d'una empresa immobiliària i 2 d'empreses de serveis.
Dels 4 establiments de servei als particulars que hi havia el 2009, 1 era un taller de reparació d'automòbils i de material agrícola, 1 paleta i 2 lampisteries.
L'any 2000 a Saint-Berthevin-la-Tannière hi havia 66 explotacions agrícoles que ocupaven un total de 1.656 hectàrees.

## Equipaments sanitaris i escolars
El 2009 hi havia una escola elemental.

## Poblacions més properes
El següent diagrama mostra les poblacions més properes.